# Sinner
Sinner är det amerikanska nu metal-bandet Drowning Pools debutalbum, utgivet den 5 juni 2001. Sinner är bandets enda studioalbum med sångaren Dave Williams (1972–2002), som avled i augusti året därpå. Albumet nådde plats 14 på Billboard 200.

## Låtlista
Alla låtar är skrivna och komponerade av Drowning Pool. 
| Nr           | Titel        | Längd |
| ------------ | ------------ | ----- |
| 1.           | Sinner       | 2:27  |
| 2.           | Bodies       | 3:21  |
| 3.           | Tear Away    | 4:14  |
| 4.           | All Over Me  | 3:13  |
| 5.           | Reminded     | 3:24  |
| 6.           | Pity         | 2:52  |
| 7.           | Mute         | 3:19  |
| 8.           | I Am         | 3:49  |
| 9.           | Follow       | 3:20  |
| 10.          | Told You So  | 3:05  |
| 11.          | Sermon       | 4:19  |
| Total längd: | Total längd: | 37:30 |

## Medverkande
- Dave Williams – sång
- C.J. Pierce – gitarr
- Stevie Benton – basgitarr
- Mike Luce – trummor